# 근친간금기
근친간금기, 근친상간 금기(Incest taboo)는 같은 가족의 특정 구성원, 주로 혈연 관계에 있는 개인 간의 성적 관계를 금지하는 문화적 규칙 또는 규범이다. 모든 인간 문화에는 적합하거나 허용되는 섹스 파트너 또는 결혼 파트너로 간주되는 특정 가까운 친척을 배제하는 규범이 있어 그러한 관계를 금기시한다. 그러나 혈연 관계가 섹스 파트너로 허용되는 것과 허용되지 않는 것에 대한 문화마다 다른 규범이 존재한다. 금기 사항이 적용되는 친척 간의 성적 관계를 근친상간 관계라고 한다.
일부 문화에서는 추적 가능한 생물학적 관계가 존재하지 않는 경우에도 씨족 구성원 간의 성적 관계를 금지하는 반면, 다른 씨족의 구성원은 생물학적 관계의 존재와 관계없이 허용된다. 많은 문화권에서는 특정 유형의 사촌 관계가 성적 및 결혼 파트너로 선호되는 반면, 다른 문화권에서는 이것이 금기시된다. 일부 문화권에서는 이모/삼촌과 조카/조카 사이의 성적 및 결혼 관계를 허용한다. 어떤 경우에는 엘리트 계층이 형제자매 결혼을 규칙적으로 시행하기도 했다. 부모-자녀 및 형제자매 결합은 거의 보편적으로 금기시된다.

## 같이 보기
- 접합성